# West Derby (hundred)
Ne doit pas être confondu avec West Derby.

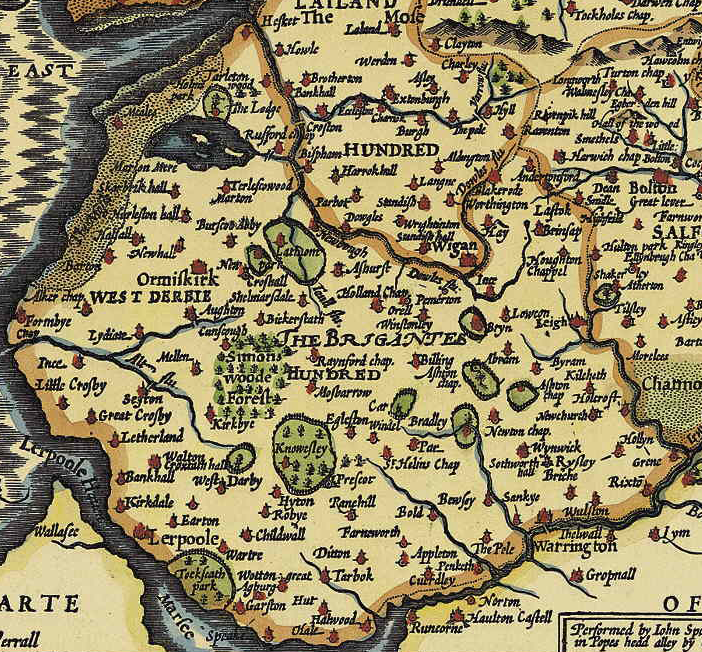
Le hundred de West Derby, détail d'une carte de John Speed publiée en 1611-1612.

Le hundred de West Derby (en anglais : West Derby Hundred) est une ancienne division du comté historique du Lancashire.
Elle couvrait le sud-ouest du Lancashire. Elle était limitée au sud par la Mersey et la baie de Liverpool.
Elle comprenait les anciennes paroisses ecclésiastiques de Walton, Sefton, Childwall, Huyton, Halsall, Altcar, North Meols, Ormskirk, Aughton, Warrington, Prescot, Leigh, Liverpool, Wigan et Winwick.